# Melanogastraceae
Melanogastraceae is een familie van schimmels behorend tot de orde van boleten (Boletales). Het typegeslacht is Melanogaster. Dit geslacht en de andere geslachten uit deze families zijn overgeplaatst naar andere families.